# Instrucción de Embalaje P620
Según el Acuerdo ADR, la Instrucción de Embalaje P620 se aplica a los nº ONU 2814 (sustancias infecciosas que afectan a los seres humanos) y ONU 2900 (sustancias infecciosas que afectan a los animales únicamente). Esta instrucción de embalaje está prescrita para el transporte de Sustancias Infecciosas de Categoría A y equivale a la Instrucción de embalaje 620 IATA.

## Embalaje completo
Esta instrucción define que los envases/embalajes deben satisfacer las disposiciones de los apartados del ADR 4.1.8 Disposiciones particulares relativas al embalaje de materias infecciosas (clases 6.2)  y 6.3 Disposiciones relativas a la construcción de embalajes para sustancias infecciosas (Categoría A) de la clases 6.2 y ensayos a los que deben someterse .

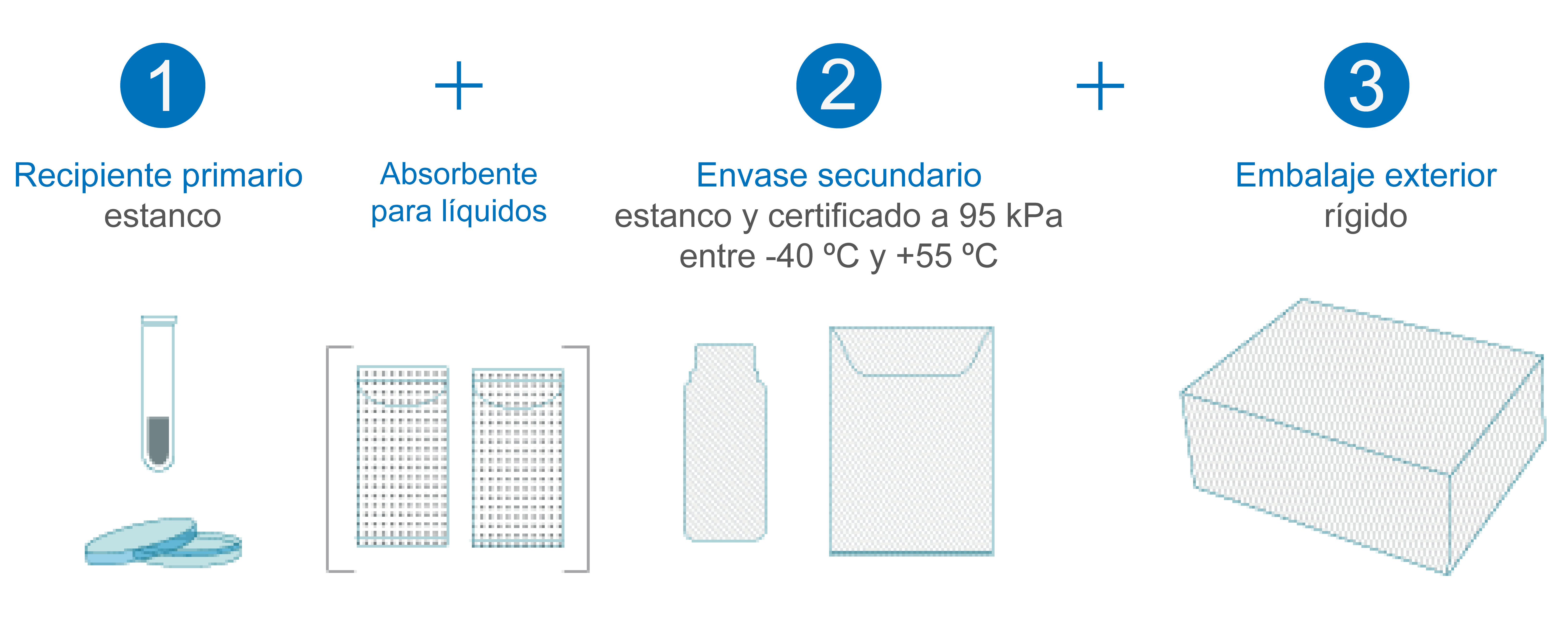
Sistema de triple embalaje para envío de muestras infecciosas Categoría A

El embalaje completo deberá estar formado por los componentes del sistema de triple embalaje:
1. Uno o varios recipientes primarios estancos
2. Embalaje secundario estanco 
  - Debe soportar una presión interna de 95 kPa en un rango de temperaturas de -40 °C a +50 °C
  - En el caso de sustancias infecciosas líquidas, deberá llevar un material absorbente en cantidad suficiente para absorber la totalidad del contenido entre él, o los recipientes primarios, y el embalaje secundario. Cuando dentro de un embalaje secundario se coloquen varios recipientes primarios, estos deben ir envueltos individualmente con el fin de evitar cualquier contacto entre sí.
3. Embalaje exterior rígido:
  - Bidones (1A1, 1A2, 1B1, 1B2, 1N1, 1N2, 1H1, 1H2, 1D, 1G)
  - Cajas (4A, 4B, 4N, 4C1, 4C2, 4D, 4F, 4G, 4H1, 4H2)
  - Jerricanes (cuñetes) (3A1, 3A2, 3B1, 3B2, 3H1, 3H2)

Su dimensión mínima no debe ser inferior a 100mm.

## Otras disposiciones a tener en cuenta
1. Los envases interiores (primarios y secundarios) no deberán agruparse con otro tipo de envases que contengan otro tipo de mercancías.
2. Excepto envíos especiales que necesiten un embalaje especial (órganos completos por ejemplo) se aplicará:
  - Materias expedidas a temperatura ambiente o superior
    - Los recipientes primarios deberán ser de vidrio, metal o plástico.
    - Se deberá garantizar la estanqueidad mediante termosoldaduras, tapón de faldón o cápsula metálica engastada.
    - Si se utilizan tapones roscados, deberán ser reforzados por medios de bloqueo eficaces.

  - Materias expedidas refrigeradas o congeladas
    - El hielo o nieve carbónica, o cualquier otro refrigerante, deberá estar colocada alrededor del embalaje secundario, o de los embalajes secundarios, o en el interior de un sobreembalaje.
    - Deberán estar previstos de calzos interiores para mantener los envases interiores en su posición cuando los refrigerantes desaparezcan.
    - Cuando se utiliza hielo, el sobreembalaje deberá ser estanco. En el caso de nieve carbónica, se deberá permitir que el gas carbónico escape.

  - Materias expedidas en nitrógeno líquido
    - Se deberá utilizar recipientes primarios de plástico y que puedan resistir temperaturas muy bajas. Los embalajes secundarios también deberán soportar temperaturas muy bajas.
    - Se aplicarán las disposiciones relativas al transporte de nitrógeno líquido.

  - Materias liofilizadas
    - Podrán transportarse en recipientes primarios que sean ampollas de vidrio selladas a la llama o frascos de vidrio con tapa de caucho, sellados con una cápsula metálica.
3. Cualquiera que sea la temperatura prevista durante el transporte, tanto el recipiente primario o el envase secundario, deberán resistir, sin que se produzcan fugas, una presión interna que de lugar a una diferencia de presión mínima de 95 kPa y a temperaturas entre -40 °C y + 55 °C.
4. En el mismo envase/embalaje con materias infecciosas de la clase 6.2 no deberá haber otras mercancías peligrosas, a menos que sean necesarias para mantener la viabilidad, estabilidad o evitar la degradación de las materias infecciosas o para neutralizar los peligros que presenten. En cada recipiente primario que contenga sustancias infecciosas podrá envasarse una cantidad máxima de 30 ml. de mercancías peligrosas de las clases 3, 8 o 9. Cuando esas pequeñas cantidades se envasen/embalen de conformidad con esta instrucción de embalaje, no se aplicará ninguna otra disposición del ADR.

## Marca/etiqueta
Para el transporte se dispondrá en la superficie exterior de cada embalaje exterior la marca que se muestra a continuación, en un fondo que contraste con ella y sea fácilmente visible y legible. La marca deberá tener la forma de un cuadrado con un vértice hacia abajo (en rombo). La mitad inferior de la etiqueta puede llevar las menciones “MATERIAS INFECCIOSAS” y “EN CASO DE DESPERFECTO O FUGA, AVISAR INMEDIATAMENTE A LAS AUTORIDADES SANITARIAS”. Deberá llevar un signo convencional (tres lunas crecientes sobre círculo) y menciones, negras sobre fondo blanco, cifra “6” en la esquina inferior.

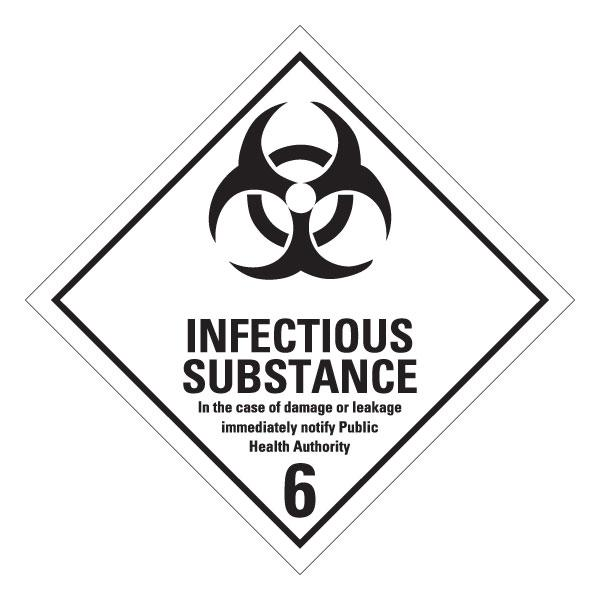
Etiqueta 6.2 para envío de Sustancias Infecciosas Categoría A